# Bartolomeo Schermini
Bartolomeo Schermini (Brescia, 1841-Brescia, 1896) fue un pintor italiano.

## Biografía
Nació el 26 de marzo de 1841 en Brescia y residió en dicha ciudad. Expuso al parecer poco. Angelo de Gubernatis menciona que, en 1872, en la Exposición de Bellas Artes de Milán, presentó varias pinturas: Una sillaba moderna, Scherzo infantile y Libertà. En 1881, en la misma ciudad, presentó una pintura titulada S' ingioiella la sposa. En Roma, en 1883, expuso otra pintura de costumbres. Falleció en Brescia el 25 de noviembre de 1896.